# Анри Вернёй
Анри Вернёй (фр. Henri Verneuil, настоящее имя Ашот Малакян, фр. Achod Malakian, арм. Աշոտ Մալաքյան; 15 октября 1920 — 11 января 2002) — французский кинорежиссёр и сценарист армянского происхождения. Снимал детективные и приключенческие фильмы. Работал со звёздами французского кино.

## Биография
Родился 15 октября 1920 года в местечке Родосто (Турция). В 1924 году семья переехала в Марсель. Окончил лицей в Экс-ан-Провансе, работал журналистом. С 1948 года снимал короткометражные фильмы. В 1951 году снял по Марселю Эме первый полнометражный фильм «Стол для заморышей», принесший ему известность. За свою кинокарьеру снял более 60 фильмов с Фернанделем, Жаном Габеном, Ивом Монтаном, Аленом Делоном, Жан-Полем Бельмондо, Омаром Шарифом и другими актёрами.
Вместе с Шарлем Азнавуром принимал участие в работе над созданием клипа с участием 90 французских певцов и актёров, исполнявших песню «Тебе, Армения», посвящённую Спитакскому землетрясению 1988 года. Текст песни был написан Шарлем Азнавуром, автор музыки — его зять композитор Жорж Гарваренц, режиссёром клипа был сам Анри Вернёй.

Отмечая своё происхождение, режиссёр говорил:
С пяти лет держал свечи в армянских церквах. А церковь не только вера, она и культура. Пел литургию, великого нашего Комитаса. И если я — сын церкви, то, следовательно, и сын армянской культуры .
В 1991 году по предложению своего друга и писателя Анри Труайя снимает «Майрик» и «Улица Паради, дом 588» (адрес семейства Малакян в Марселе). В этих историко-биографических фильмах он на примере своей семьи рассказывает о геноциде, которому подверглось армянское население Турции и его последствиях. Французский журнал «Пари Матч» назвал фильм «Майрик» «самым дорогим произведением европейского кино». Эти картины стали его последними работами в кинематографе.
Анри Вернёй был дважды женат. От первого брака у него двое детей — Патрик и Софи, от второго родились Севан и Гаяне. В 1980 году он посетил Армению. Он участвовал в жизни армянской общины Франции, выступал с интервью и статьями о политике. Католикос всех армян Вазген I наградил его орденом «Сурб Григор Лусаворич» (Святого Григория Просветителя) первой степени. Он был удостоен также ордена «Почётного легиона», Большого приза французской академии 1992 года, премии «Сезар» за выдающиеся заслуги в кинематографе 1996 года, а в 2000 году был избран действительным членом Французской академии изящных искусств, удостоившись чести называться одним из «бессмертных».
Последние годы жизни Анри Вернёй провёл в своём особняке на берегу Женевского озера, где занимался своими хобби — живописью и скульптурой.
Умер 11 января 2002 года в пригороде Парижа Баньоле. Президент Франции Жак Ширак одним из первых выразил соболезнование семье покойного. Именно ему принадлежат слова: «Вернёй — это часть легенды французского кино». «Его фильмы будут смотреть наши внуки», — писала французская пресса.
Похоронен на кладбище Сен-Пьер (фр.) в Марселе. В том же году мэрия Марселя приняла решение назвать одну из площадей города его именем.
4 апреля 2015 года улице, примыкающей к Ереванскому госинституту театра и кино, было торжественно присвоено имя Анри Вернёя.

## Награды
- Орден Почётного легиона, избран членом Французской академии художеств.
- 1954 — главный приз кинофестиваля в Локарно «Золотой леопард» за фильм «Баран с пятью ногами».
- 1956 — номинация на премию «Оскар» (лучший сценарий игрового фильма — «Баран с пятью ногами»).
- 1996 — Премия «Сезар» за выдающиеся заслуги в кинематографе.
- 2010 — на Ереванском кинофестивале «Золотой абрикос», посвящённом его 90-летию, режиссёр был посмертно удостоен премии имени Параджанова «за вклад в мировой кинематограф».

## Фильмография
- 1951 — Стол для заморышей / La Table-aux-crevés
- 1952 — Запретный плод / Le Fruit défendu
- 1953 — Враг общества № 1 / L’Ennemi public numéro un
- 1953 — Карнавал / Carnaval
- 1953 — Булочник из Валорга / Le Boulanger de Valorgue
- 1954 — Баран с пятью ногами (Такие разные судьбы) / Le Mouton à cinq pattes
- 1955 — Любовники Тежу (Лиссабонские любовники) / Les Amants du Tage
- 1956 — Незначительные люди / Des gens sans importance
- 1956 — Париж, Отель Палас / Paris, Palace Hôtel
- 1957 — Нищий и красавица / Une manche et la belle
- 1958 — Максим / Maxime
- 1959 — Корова и солдат / La Vache et le Prisonnier
- 1959 — Большой начальник / Le Grand Chef
- 1960 — Француженка и любовь / La Française et l’Amour
- 1961 — Львы на свободе / Les lions sont lâchés
- 1961 — Президент / Le Président
- 1962 — Обезьяна зимой / Un singe en hiver
- 1963 — Мелодия из подвала / Mélodie en sous-sol
- 1964 — Уикенд на берегу океана / Week-end à Zuydcoote
- 1964 — Сто тысяч долларов на солнце / Cent mille dollars au soleil
- 1967 — 25-й час / La Vingt-cinquième Heure
- 1968 — Битва в Сан-Себастьяне / La Bataille de San Sebastian
- 1968 — Сицилийский клан / Le Clan des Siciliens
- 1971 — Взломщики / Le Casse
- 1973 — Змей / Le Serpent
- 1975 — Страх над городом / Peur sur la ville
- 1976 — Труп моего врага / Le Corps de mon ennemi
- 1979 — И… как Икар / I… comme Icare
- 1982 — Тысяча миллиардов долларов / Mille milliards de dollars
- 1984 — Авантюристы / Les Morfalous
- 1991 — Майрик / Mayrig
- 1992 — Улица Паради, дом 588 / 588, rue Paradis

## Документальные фильмы
- 2016 — Господин Малакян — жизнь, смерть и воскресение Анри Вернёя / Monsieur Malakian — Vie, mort et résurrection d’Henri Verneuil (реж. Бенжамен Клавель / Benjamin Clavel)